# Celestyal Cruises
Celestyal Cruises (früher Louis Cruises und Louis Cruise Lines) ist eine zypriotische Reederei, die im Jahr 1986 gegründet wurde.

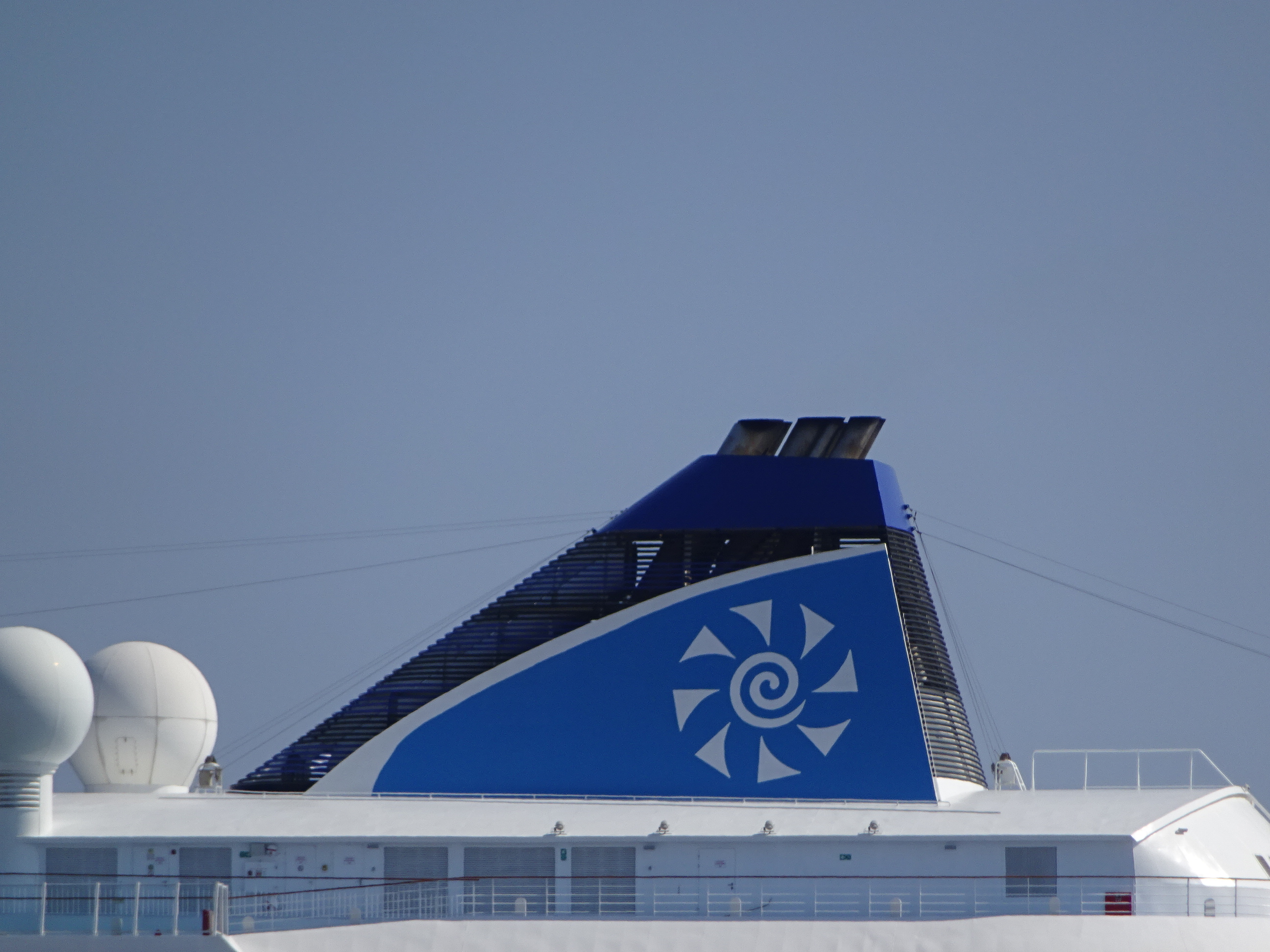
Logo von Celestyal Cruises auf dem Schornstein der Celestyal Discovery

## Geschichte
Louis Cruise Lines wurde 1986 als Ableger der seit 1935 existierenden Touristik-Managements Louis plc gegründet. Erstes Schiff war die ursprünglich 1965 als Fähre gebaute Princesa Marissa, die 1987 in Dienst gestellt wurde. Das Schiff wurde vorwiegend für kürzere Kreuzfahrten im Mittelmeer eingesetzt. 1994 folgten drei weitere Schiffe, die ebenfalls für Kurzreisen eingesetzt wurden. Ab Mitte der 1990er-Jahre arbeitete Louis Cruise Lines mit dem britischen Kreuzfahrtanbieter Thomson Cruises zusammen und vercharterte mehrere seiner Schiffe aus seiner mittlerweile aus fünf Schiffen bestehenden Flotte. Es folgten weitere Vercharterungen an verschiedene Reedereien. In den folgenden Jahren wurde Louis Cruise Lines zum fünftgrößten Anbieter von Kreuzfahrten.
2009 wurde der Name der Reederei offiziell in Louis Cruises geändert. Gleichzeitig wurde ab 2010 die Flotte verjüngt, indem ältere Schiffe ausgemustert und zum Verschrotten verkauft wurden. Anfang 2014 bekamen alle Schiffe der Reederei eine neue Rumpfbemalung. Im September wurde Louis Cruises erneut umbenannt und trägt seitdem den Namen Celestyal Cruises. Ein Schiff der Flotte, die Louis Aura, wurde noch bis 2016 unter diesem Namen betrieben.
Im Dezember 2021 wurden 60 % der Anteile des Unternehmens an den internationalen Finanzinvestor Searchlight Capitol Partners verkauft.
Im Februar 2023 wurde bekannt, dass Celestyal Cruises die Aegean Goddess von Seajets übernehmen und als Celestyal Journey betreiben will. Das Schiff wurde bis September 2023 umgebaut und ging am 5. September auf seine erste Kreuzfahrt. Parallel dazu wurde die Celestyal Crystal außer Dienst gestellt und ihre Reisen von der Celestyal Journey übernommen.
Im November 2023 gab die Reederei den Kauf der AIDAaura bekannt. Das Schiff wurde nach der Umbenennung in Celestyal Discovery im Winter 2023/2024 umgebaut und ersetzt seit der Saison 2024 die größere Celestyal Olympia, die Ende 2023 ausgemustert und verkauft wurde.

## Unglücke
Am 5. April 2007 lief die erst seit wenigen Monaten für Louis Cruise Lines fahrende Sea Diamond vor Santorini auf einen Felsen und sank. Zwei Passagiere kamen dabei ums Leben.
Am 3. März 2010 wurde die Louis Majesty während einer Mittelmeerkreuzfahrt von einer Monsterwelle getroffen. Bei diesem Unglück starben ebenfalls zwei Passagiere, 14 weitere wurden verletzt.

## Flotte

### Aktuelle Flotte
| Bild | Name                | Baujahr | Vermessung | Beginn des Dienstes bei Celestyal Cruises | Bauwerft                | Status/Bemerkungen                                |
| ---- | ------------------- | ------- | ---------- | ----------------------------------------- | ----------------------- | ------------------------------------------------- |
|      | Celestyal Journey   | 1994    | 55.877 BRZ | 2023                                      | Fincantieri, Monfalcone |                                                   |
|      | Celestyal Discovery | 2003    | 42.289 BRZ | 2024                                      | Aker MTW, Wismar        | 2023 von AIDA Cruises erworben, ehemals AIDAaura. |

### Ehemalige Flotte
| Name                    | Baujahr | Vermessung | Dienstzeit bei Celestyal Cruises | Bauwerft                                            | Status/Bemerkungen |
| ----------------------- | ------- | ---------- | -------------------------------- | --------------------------------------------------- | --- |
| Princesa Marissa        | 1966    |            | 1986–2008                        | Wärtsilä Helsinki Shipyard, Finnland                | 2008 in Alang verschrottet. |
| Princesa Cypria         | 1968    | 8.669 BRZ  | 1988–2001                        | Cantieri Navali del Torrino e Riuniti, Genua        | 2005 in Alang verschrottet. |
| Princesa Amorosa        | 1957    | 3.892 BRZ  | 1993–2000                        | Harland & Wolff, Belfast                            | 2002 in Indien verschrottet. |
| Princesa Victoria       | 1936    | 14.917 BRT | 1994–2004                        | Harland & Wolff, Belfast                            | 2004 in Alang verschrottet. |
| Sapphire                | 1968    | 12.263 BRZ | 1994–2012                        | Cantieri Navale Felszegi, Triest                    | 2012 in Alang verschrottet. |
| Emerald                 | 1958    | 26.431 BRZ | 1996–2009                        | Newport News Shipbuilding, Newport News             | Zwischenzeitlich unter dem Namen The Emerald an Thomson Cruises verchartert. 2012 in Alang verschrottet.                                                                                                   |
| Ivory                   | 1957    | 12.609 BRZ | 1998–2005                        | Cantieri Riuniti dell’Adriatico, Monfalcone         | 2010 in Alang verschrottet. |
| Serenade                | 1957    | 14.173 BRZ | 1999–2008                        | Chantiers de l’Atlantique, Saint-Nazaire            | 2008 in Alang verschrottet. |
| Aegean Pearl            | 1971    | 16.710 BRZ | 2004–2010                        | Cantieri Navali del Tirreno e Riuniti, Riva Trigoso | 2013 in Aliağa verschrottet. |
| Coral                   | 1971    | 14.151 BRZ | 2004–2013                        | Rotterdamsche Droogdok Maatschappij, Rotterdam      | 2014 in Alang verschrottet. |
| Aquamarine              | 1971    | 23.149 BRZ | 2005–2010                        | Oy Wärtsilä Ab, Helsinki                            | Von 2006 bis 2008 als Arielle an Transocean Kreuzfahrten verchartert. 2015 in Alang verschrottet. |
| Sea Diamond             | 1986    | 22.412 BRZ | 2006–2007                        | Valmet, Helsinki                                    | 2007 vor Santorin gesunken. |
| Orient Queen Louis Aura | 1968    | 15.781 BRZ | 2006–2018                        | AG Weser, Werk Seebeck                              | Ab 2017 als Aegean Queen an Etstur verchartert. 2018 in Alang verschrottet. |
| Oceanic II              | 1966    | 26.677 BRT | 2007                             | John Brown & Company, Schottland                    | 2015 in Alang verschrottet. |
| Ruby                    | 1976    | 16.852 BRZ | 2007                             | Burmeister & Wain, Kopenhagen                       | 2014 in Aliağa verschrottet. |
| The Calypso             | 1967    | 11.162 BRT | 2007–2012                        | Italcantieri S.p.A., Castellammare di Stabia        | 2013 in Alang verschrottet. |
| Celestyal Crystal       | 1979    | 25.611 BRZ | 2007–2023                        | Oy Wärtsilä Ab                                      | Bis 2011 als Cristal, 2011 bis 2014 als Louis Cristal, 2025 in Alang verschrottet. |
| Louis Majesty           | 1990    | 32.396 BRZ | 2008–2018                        | Kværner Masa-Yards Turku New Shipyard               | Ab 2012 als Thomson Majesty verchartert an Thomson Cruises. In Fahrt als Crown Iris für Mano Maritime |
| Celestyal Odyssey       | 2002    | 24.318 BRZ | 2015                             | Blohm + Voss, Hamburg                               | In Fahrt als Blue Dream Star für Guo Meng Cruise Investments. |
| Celestyal Nefeli        | 1991    | 19.093 BRZ | 2016–2017                        | Union Naval de Levante, Valencia                    | In Fahrt als Gemini. |
| Marella Spirit          | 1983    | 33.930 BRZ | 2018                             | Chantiers de l’Atlantique, Saint-Nazaire            | Verchartert gewesen an Marella Cruises. Nie für Celestyal Cruises in Fahrt gewesen. 2018 in Alang verschrottet.                                                                                            |
| Celestyal Experience    | 1993    | 56.769 BRZ | 2020–2021                        | Fincantieri, Marghera, Italien                      | 2020 von Costa Crociere erworben, 2021 in Gadani verschrottet. |
| Celestyal Olympia       | 1982    | 37.773 BRZ | 2012–2023                        | Wärtsilä, Helsinki, Finnland                        | 2004 durch Louis Cruises von Sun Cruises gekauft, bis Mai 2005 an Sun Cruises und anschließend an Thomson Cruises verchartert. 2012 bis 2014 als Louis Olympia, 2023 verkauft, 2025 in Alang verschrottet. |